# Rhiannon: Fluch der vier Zweige
Rhiannon: Fluch der vier Zweige (englischer Originaltitel: Rhiannon: Curse of the Four Branches) ist ein Point-and-Click-Adventure aus dem Jahr 2008. Das Spiel handelt von einem Fluch auf einer walisischen Familie, welchen der Spieler brechen muss. 2010 wurde eine technisch verbesserte „Premium Edition“ veröffentlicht, die in Deutschland unter dem Titel Rhiannon: Geister der Vergangenheit vermarktet wurde.

## Handlung
Auf einem Grundstück namens Ty Pryderi in einem keltischen Randgebiet von Wales wird ein jugendliches Mädchen namens Rhiannon Sullivan durch magische Erscheinungen in den Wahnsinn getrieben. Deswegen beschließen die Eltern Jen und Malcolm, zusammen mit ihrer an verrückten Vorstellungen leidenden Tochter Rhiannon, in den Urlaub zu fahren. Der Spieler nimmt die Rolle von Chris an, welcher mit der Familie Sullivan befreundet ist und sich um das Gutshaus von Ty Pryderi kümmern soll. Auch er wird mit den magischen Erscheinungen auf dem Grundstück konfrontiert. Der Spieler findet heraus, dass diese paranormalen Phänomene durch einen uralten Fluch zustande gekommen sind. Diese Phänomene weisen eine grauenerregende Verbindung zu einem früheren Kampf zwischen Mensch und Magie auf, welcher in den walisischen Mabinogion-Legenden erzählt wird. Im Haus und im gesamten riesigen Garten von Ty Pryderi begegnet der Spieler beziehungsweise Chris geisterhaften Lichtern wie beispielsweise dem Geisterlicht der verstorbenen Mutter von Rhiannon Sullivans Freunden Jonathan und Rachel, welche ebenso den Namen Rhiannon trägt. Diese durch den Garten streifende Geistermutter bittet an einer Stelle des Spiels den Chris darum, ihre Kinder zu finden. Am Ende bricht Chris den Fluch und bewirkt so die seelische Wiedervereinigung der verstorbenen Mutter Rhiannon mit ihrem Sohn Jonathan und ihrer Tochter Rachel und befreit so das gleichnamige Mädchen Rhiannon Sullivan von den Wahnvorstellungen.

## Spielverlauf
Während des Spiels muss Chris das gesamte Anwesen von Ty Pryderi erkunden und alle zum Grundstück zählenden Orte aufsuchen und vorgesehene Rätsel lösen. Am Anfang muss Chris das Grundstück Ty Pryderi betreten, das Gutshaus aufschließen und den Strom im Haus einschalten. Noch im Haus wird er mit den paranormalen Erscheinungen konfrontiert, welche Rhiannon Sullivan zuvor Ängste eingeflößt haben. Der Zugang zu Rhiannons Zimmer im Obergeschoss wird dem Chris durch ein Geisterrätsel verwehrt. Im unteren Wohnzimmer und anderen Orten des Anwesens wird Chris regelmäßig mit dem walisischen Folklorelied The Ash Grove (Der Eschenhain) konfrontiert, dessen sechs Anfangstöne C F A C A F er durch die paranormalen Phänomene im gesamten Grundstück oft zu hören bekommt. Sie bilden den Code, welcher den Zugang zu Rhiannons Zimmer freigibt. Von Jonathan selbst erhält Chris in Rhiannons Zimmer regelmäßig E-Mail-Nachrichten am Schreibtischrechner, in welchen Jonathan wichtige Hinweise gibt. Der Spieler muss als Chris auf Suche nach verborgenen Objekten im gesamten Grundstück gehen. Hierbei muss er mehrere Rätsel lösen, wichtige Gegenstände einsammeln und sie an anderen Stellen des Spiels wiederverwenden. Während in den meisten Point-and-Click-Adventures dem Spieler die Entscheidung der Reihenfolge vom Einsammeln der Gegenstände freigestellt wird, muss er im Spiel Rhiannon eine zeitliche Reihenfolge beim Einsammeln der Gegenstände einhalten. Mit einigen weiteren Gegenständen, welche Chris auf dem Grundstück Ty Pryderi einsammelt, muss er alchemistische Experimente durchführen. Insgesamt muss Chris vier magische Kugeln über die Urkräfte Erde, Wasser, Feuer und Luft erschaffen, welche er mit speziellen magischen Rezepturen und mit bestimmten Alltagsgegenständen als Zutaten an ausgewählten Apparaturen hervorbringen muss. Am Ende muss Chris diese Kugeln vor der Familienkapelle von Ty Pryderi in die Fassungen der umliegenden Grabsteine einbringen, um den Fluch der Geistermutter Rhiannon und ihrer Kinder Jonathan und Rachel zu brechen.

## Entstehung
Zu Beginn wurde das Computerspiel Rhiannon – Geister der Vergangenheit von der Entwicklerfirma Arberth Studios im Jahre 2008 produziert. Die Veröffentlichung dieses Spiels erfolgte zuerst durch die Verlage Got Game Entertainment und Lighthouse Interactive im selben Jahr. Jedoch fielen die Veröffentlichungsrechte wegen des finanziellen Zusammenbruchs des Verlags Lighthouse Interactive wieder an die Firma Arberth Studios zurück, welche dieses Spiel darauf selbst veröffentlichte. Wegen der Hinterziehung unbezahlter Lizenzgebühren in Bezug auf das Spiel Rhiannon wurde Got Game Entertainment aus den Produktionsrechten ausgeschlossen. Und dieser Verlag wurde sogar ab dem Jahre 2010 juristisch verfolgt. Noch im Jahre 2009 entwickelte sich somit die Entwicklerfirma Arberth Studios zum einzigen Veröffentlichungsverlag dieses Spieles. In diesem Jahr brachte Arberth Studios ebenso eine russische und eine deutsche Version von Rhiannon hervor.

## Entwicklung
Das Spiel Rhiannon wurde speziell von dem Entwicklerehepaar Burton erstellt. Karen Burten und Noel Burton sowie Karens Bruder Richard Lee gründeten zusammen die Entwicklerfirma Arberth Studios in Wales. In dieses Spiel brachten sie gezielt einige keltische Kulturelemente, um auf diese Weise ein magisches und mystisches Fantasy-Computerspiel mit einem hohen Unterhaltungswert sowie mit einem großen Lernstoff hervorzubringen. So lehren sie den Spieler beispielsweise die botanischen Erkennungsmerkmale der Laubbäume und die Flammenfärbung der chemischen Elemente.

## Rezeption
Insgesamt erhielt Rhiannon gemischte und im Mittel durchschnittliche Kritiken von allgemeinen Spielekritikern aus vor allem englischsprachigen Ländern. Die Website Gameboomers bewertete dieses Spiel mit „Sehr gut“ und Just Adventure benotete dieses Spiel mit „Gut“. Ähnlich bewertete Adventure Classic Gaming dieses Spiel mit der Bezeichnung 4/5. Die Erzählung der Geschichte wurde höher gelobt als die Grafik und die Soundtracks.